# Cruelty and the Beast
Cruelty and the Beast è il terzo album in studio del gruppo musicale britannico Cradle of Filth, pubblicato il 27 aprile 1998 dalla Music for Nations.

## Il disco
È un concept album.
Dotato di un sound molto "crudo", ha spiazzato gran parte dei fans acquisiti con il precedente Dusk... and Her Embrace, più sinfonico.
L'intero album è incentrato sulla vita (vizi & perversioni) della contessa ungherese Erzsébet Báthory. Passata alla storia per la sua crudele spietatezza: ella era difatti convinta che, solo immergendo il proprio corpo in vasche colme di sangue di vergini, avrebbe potuto preservare dal tempo la propria bellezza.

## Curiosità
- In The Twisted Nails of Faith e in Bathory Aria compare, in veste di ospite, l'attrice Ingrid Pitt. Famosa per essere stata la prima ad aver interpretato la Contessa Elizabeth Báthory al cinema: nel film della Hammer, La morte va a braccetto con le vergini, del 1971.
- Per questa pubblicazione Dani e Robin hanno prolungato i loro nomi in "Dani Filth" e "Robin Graves".

## Edizioni
Sono due le edizioni limitate di Cruelty and the Beast:
- "Extended Edition" (Doppio CD in jewel case con un artwork differente). Pubblicata, negli Stati Uniti, dalla Mayhem Records.
- "Celtic Cross Digipak Edition" (Digipack 'apribile' a forma di croce celtica con, al centro, un libriccino con sotto l'alloggiamento del CD: il tutto dentro un sacchetto rettangolare in PVC contenente un cartoncino sul retro). Immessa sul mercato nell'ottobre del 1998.

La prima contiene 5 bonus track, tutte nel "bonus CD": il ri-arrangiamento dell'ultima traccia del disco, tre cover (Venom, Iron Maiden, Sodom), e un remix del primo singolo della band Twisted Nails of Faith.
La seconda contiene le stesse bonus track: dalla track-list, però, è stata omessa la traccia #9 Portrait of the Dead Countess, e l'ultima è stata sostituita dal 'suo' ri-arrangiamento.
Il 20 maggio dello stesso anno è inoltre uscita l'edizione giapponese contenente la cover degli Iron Maiden, Hallowed Be Thy Name, come ultima traccia.

## Cruelty and the Beast – Re-Mistressed
Prevista inizialmente per il 2017, una versione remixata e rimasterizzata dell'album doveva essere pubblicata nel 2018. In seguito, la Sony Music (via Music for Nations) ha annunciato l'uscita per il 1º novembre 2019. E, successivamente, come anteprima, è stato diffuso il brano che chiudeva l'album: Lustmord and Wargasm (the Lick of Carnivorous Winds).. In questa rivisitazione sarà presente anche la cover di Hallowed Be Thy Name degli Iron Maiden, ai tempi inclusa nell'edizione limitata del disco.

## Tracce
Testi di Dani, musiche dei Cradle of Filth, eccetto dove indicato.

### Versione Standard
1. Once Upon Atrocity – 1:43
2. Thirteen Autumns and a Widow – 7:14
3. Cruelty Brought Thee Orchids – 7:18
4. Beneath the Howling Stars – 7:42
5. Venus in Fear – 2:20
6. Desire in Violent Overture – 4:16
7. The Twisted Nails of Faith – 6:50
8. Bathory Aria – 11:02
9. Portrait of the Dead Countess – 2:52
10. Lustmord and Wargasm (the Lick of Carnivorous Winds) – 7:30

### Extended Edition

#### CD 1
1. Once Upon Atrocity – 1:43
2. Thirteen Autumns and a Widow – 7:14
3. Cruelty Brought Thee Orchids – 7:18
4. Beneath the Howling Stars – 7:42
5. Venus in Fear – 2:20
6. Desire in Violent Overture – 4:16
7. The Twisted Nails of Faith – 6:50
8. Bathory Aria – 11:02
9. Portrait of the Dead Countess – 2:52
10. Lustmord and Wargasm (the Lick of Carnivorous Winds) – 7:30

#### CD 2
1. Lustmord and Wargasm (the Relicking of Cadaverous Wounds) – 7:48
2. Black Metal – 3:22 – cover dei Venom
3. Hallowed Be Thy Name (Shallow Be My Grave) – 7:07 – cover degli Iron Maiden
4. Sodomy & Lust – 4:44 – cover dei Sodom
5. Twisting Further Nails (the Cruci-Fiction Mix) – 5:32 – remix fatto da Damien Clarke, Lecter e Paul Drake

### Edizione Giapponese
1. Once Upon Atrocity – 1:43
2. Thirteen Autumns and a Widow – 7:14
3. Cruelty Brought Thee Orchids – 7:18
4. Beneath the Howling Stars – 7:42
5. Venus in Fear – 2:20
6. Desire in Violent Overture – 4:16
7. The Twisted Nails of Faith – 6:50
8. Bathory Aria – 11:02
9. Portrait of the Dead Countess – 2:52
10. Lustmord and Wargasm (the Lick of Carnivorous Winds) – 7:30
11. Hallowed Be Thy Name (Shallow Be My Grave) – 7:07 – cover degli Iron Maiden

### Celtic Cross Digipak Edition
1. Once Upon Atrocity – 1:43
2. Thirteen Autumns and a Widow – 7:14
3. Cruelty Brought Thee Orchids – 7:18
4. Beneath the Howling Stars – 7:42
5. Venus in Fear – 2:20
6. Desire in Violent Overture – 4:16
7. The Twisted Nails of Faith – 6:50
8. Bathory Aria – 11:02
9. Lustmord and Wargasm (the Relicking of Cadaverous Wounds) – 7:48
10. Black Metal – 3:22 – cover dei Venom
11. Hallowed Be Thy Name (Shallow Be My Grave) – 7:07 – cover degli Iron Maiden
12. Sodomy & Lust – 4:44 – cover dei Sodom
13. Twisting Further Nails (the Cruci-Fiction Mix) – 5:32 – remix fatto da Damien Clarke, Lecter e Paul Drake

## Formazione
Gruppo
- Dani Filth - voce
- Stuart - chitarra
- Gian - chitarra
- Robin Graves - basso
- Lecter - tastiera
- Nicholas - batteria

Coriste
- Sarah Jezebel Deva - voce addizionale
- Danielle Cneajna Cottington - voce addizionale

Personale aggiuntivo
- Ingrid Pitt - voce narrante (The Twisted Nails of Faith, Bathory Aria: Eyes That Witnessed Madness)